# Saint-Honoré (Isère)
Saint-Honoré è un comune francese di 838 abitanti situato nel dipartimento dell'Isère della regione dell'Alvernia-Rodano-Alpi.

## Società

### Evoluzione demografica
Abitanti censiti